# Ząbkowice
Ząbkowice ist ein Stadtteil von Dąbrowa Górnicza, in der Woiwodschaft Schlesien in Polen, 8 Kilometer nordöstlich des Stadtzentrums.

## Geschichte
Der Ort Zabcouicze wurde im Jahr 1462 urkundlich erwähnt. Der Ortsname ist patronymisch (Suffix -(ow)ice) vom Personennamen Ząbek (im Polnischen auch Zähnchen) abgeleitet.
Der Ort zwischen der Schwarzen und Weißen Przemsza gehörte administrativ zum Kreis Proszowice bzw. Kraków in der Woiwodschaft Krakau in der Adelsrepublik Polen-Litauen. Kirchlich gehörte das Dorf der Pfarrei in Chruszczobród im Herzogtum Siewierz, danach zu der im Jahr 1675 errichteten Pfarrei in Gołonóg. 1530 wurde Erz in Ząbkowice gefördert. 1725 wurde ein Hochofen errichtet.
Im Zuge der Dritten polnischen Teilung kam es 1795 an Preußen als Teil von Neuschlesien. 1807 kam es ins Herzogtum Warschau und 1815 ins neu entstandene, russisch beherrschte Kongresspolen. 1827 gab es 40 Häuser mit 227 Einwohnern. 1848 wurde die Warschau-Wiener Eisenbahn durch das Dorf eröffnet. Danach kam es zur Industrialisierung, u. a. 1884 gründete Joseph Schreiber eine Glasfabrik. Das Gebiet wurde Polnischer bzw. Dombrowaer Kohlebecken genannt.
Von 1902 bis 1906 wurde die erste Filialkirche errichtet, ab 1910 der Sitz der neuen Pfarrei, die Ząbkowice und Wygiełzów umfasste.

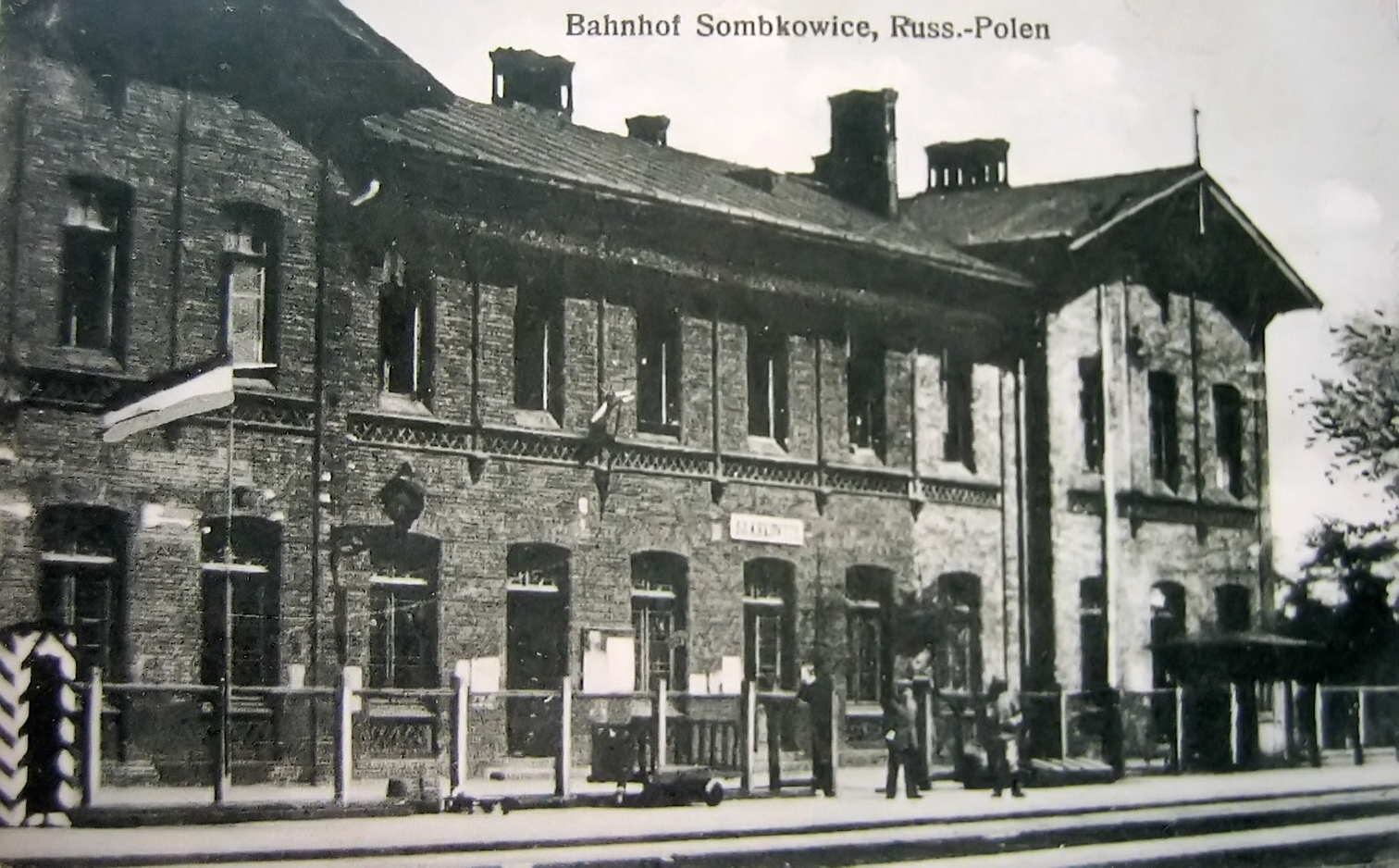
Bahnhof Sombkowice im Jahr 1916

Nach dem Ende des Ersten Weltkriegs kam es zu Polen. Im Jahr 1921 gab es im Dorf Ząbkowice sowie in den gleichnamigen alten (Arbeiter)Kolonie in der Gemeinde Olkusz-Siewierz im Powiat Będziński der Woiwodschaft Kielce insgesamt 223 Häuser mit 2784 Einwohnern, es waren überwiegend polnische Römisch-Katholiken, es gab auch 230 Juden, 65 Deutsche und 145 Personen anderer Nationalität.
Beim Überfall auf Polen 1939 wurde das Gebiet von den Deutschen besetzt und dem Landkreis Bendsburg im neuen „Ostoberschlesien“ zugeordnet. Während der Volksrepublik Polen erhielt 1956 Status der Siedlung städtischen Typs und 1962 das Stadtrecht. 1972 begann der Bau der kolossalen Huta Katowice unmittelbar südlich von Ząbkowice. 1975 wurden Wojkowice Kościelne, Łosień und andere Dörfer der Landgemeinde Ząbkowice (Bugaj, Sikorka und Tucznawa) angeschlossen. Die Stadt, manchmal Ząbkowice Będzińskie benannt, um es von Ząbkowice Śląskie zu unterscheiden, hatte dann eine Fläche von 141,2 km². 1977 wurde ein Teil der Stadt Ząbkowice (ohne Podwarpie, Trzebiesławice, Tuliszów, Warężyn und Wojkowice Kościelne) nach Dąbrowa Górnicza eingemeindet.